# 通布里奇 (伊利諾伊州)
通布里奇（英語：Tunbridge）是位於美國伊利諾伊州德威特縣的一個非建制地區。該地的面積和人口皆未知。

## 地理
通布里奇的座標為40°06′49″N 89°02′55″W / 40.11361°N 89.04861°W，而該地的平均海拔高度為194米（即636英尺）。